# Poona Bayabao
Poona Bayabao (in passato Gata) è una municipalità di quinta classe delle Filippine, situata nella Provincia di Lanao del Sur, nella Regione Autonoma nel Mindanao Musulmano.
Poona Bayabao è formata da 25 baranggay:
- Ataragadong
- Bangon
- Bansayan
- Bualan
- Bubong-Dimunda
- Bugaran
- Cadayonan
- Calilangan Dicala
- Calupaan
- Dilausan
- Dimayon
- Dongcoan
- Gadongan

- Liangan
- Lumbac
- Lumbaca Ingud
- Madanding
- Pantao
- Poblacion (Gata Proper)
- Punud
- Ragayan
- Rogan Cairan
- Rogan Tandiong Dimayon
- Talaguian
- Taporog